# Heuchelheim (Hessen)
Heuchelheim (Hessen) este o comună din landul Hessa, Germania.